# روي وليامز (كاتب أمريكي)
روي وليامز (بالإنجليزية: Roy Williams)‏ هو كاتب سيناريو ورسام رسوم متحركة أمريكي، ولد في 30 يوليو 1907 في كولفيل في الولايات المتحدة، وتوفي في 7 نوفمبر 1976 في بربانك في الولايات المتحدة.

## وصلات خارجية
- روي وليامز على موقع IMDb (الإنجليزية)
- روي وليامز على موقع ألو سيني (الفرنسية)
- روي وليامز على موقع قاعدة بيانات الأفلام السويدية (السويدية)
- روي وليامز على موقع إن إن دي بي (الإنجليزية)
- روي وليامز على موقع قاعدة بيانات الفيلم (الإنجليزية)